# Arbolí
Arbolí è un comune spagnolo di 120 abitanti situato nella comunità autonoma della Catalogna.